# Circonscription autonomique de Cuenca
Ne doit pas être confondu avec Circonscription électorale de Cuenca.
La circonscription électorale de Cuenca est l'une des cinq circonscriptions électorales de Castille-La Manche pour les élections aux Cortes de Castille-La Manche.
Elle correspond géographiquement à la province de Cuenca.

## Synthèse
| AP & alliés |       | 4 | 4 |   |   |   |   |   |   |   |   |   |  |  |
| PSOE        |       | 4 | 4 | 5 | 4 | 4 | 5 | 4 | 4 | 2 | 3 | 3 |  |  |
| PP          |       |   |   | 3 | 4 | 4 | 3 | 4 | 4 | 3 | 2 | 2 |  |  |
|             |       |   |   |   |   |   |   |   |   |   |   |   |  |  |
| Total       | Total | 8 | 8 | 8 | 8 | 8 | 8 | 8 | 8 | 5 | 5 | 5 |  |  |

## Résultats détaillés

### 1983
| Parti     | Parti | Députés élus                                                                                              |
| --------- | ----- | --- |
| AP-PDP-UL |       | Francisco Javier Rupérez Rubio, Ángel Fernández García, Miguel Ángel Ortí Robles, Francisco Moreno Arenas |
| PSCM-PSOE |       | Vicente Acebedo Flórez, José García Barrios, Pablo Crespo García, José Luis Herrera del Álamo             |

- Javier Rupérez (PDP) est remplacé en juillet 1986 par Rodrigo Merchante Heras.

### 1987
| Parti     | Parti | Députés élus                                                                                                |
| --------- | ----- | --- |
| PSCM-PSOE |       | José Manuel Martínez Cenzano, José Luis Herrera del Álamo, María Ángeles Díaz Vieco, Vicente Acebedo Flórez |
| AP        |       | Pedro Saugar Muñoz, José Madero Jarabo, Ángel Fernández García, Luis Lapeña López                           |

- Ángeles Díaz (PSCM-PSOE) est remplacée en novembre 1989 par Domicio Moya Vara.

### 1991
| Parti     | Parti | Députés élus |
| --------- | ----- | --- |
| PSCM-PSOE |       | José Manuel Martínez Cenzano, Francisco Juan Moya Martínez, María de los Ángeles Ballesteros Belinchón, Julián Grimaldos Grimaldos, María Mercedes Bosch Martínez |
| PP-CLM    |       | Marina Mora Moreno, Ángel Fernández García, Pedro Saugar Muñoz |

- José Manuel Martínez (PSCM-PSOE) est remplacé en septembre 1993 par Luis Pacheco Moya.

### 1995
| Parti     | Parti | Députés élus                                                                                            |
| --------- | ----- | --- |
| PP-CLM    |       | Marina Moya Moreno, Miguel Ángel Montserrat Puig, Rogelio Pardo Gabaldón, Rafael Emilio Martínez Morazo |
| PSCM-PSOE |       | Francisco Juan Moya Martínez, Luis Ayllón Oliva, María Mercedes Bosch Martínez, Luis Muelas Lozano      |

- Marina Moya (PP-CLM) est remplacée en juillet 1995 par Miguel Ángel Ortí Robles.

### 1999
| Parti     | Parti | Députés élus                                                                                        |
| --------- | ----- | --------------------------------------------------------------------------------------------------- |
| PSCM-PSOE |       | Francisco Juan Moya Martínez, Rosa María Chazarra Moya, Luis Muelas Lozano, Ana Gómez del Barco     |
| PP-CLM    |       | Marina Moya Moreno, Miguel Ángel Montserrat Puig, Miguel Ángel Ortí Robles, Carlos Rodríguez Zamora |

- Luis Muelas (PSCM-PSOE) ne siège pas et est remplacé dès l'ouverture de la législature par Isabel María Rosas Huelgas.

### 2003
| Parti     | Parti | Députés élus |
| --------- | ----- | --- |
| PSCM-PSOE |       | María Virgilia Antón Antón, José Luis Martínez Guijarro, Manuela Galiano López, Francisco Juan Moya Martínez, Ana Gómez del Barco |
| PP-CLM    |       | Marina Moya Moreno, María Jesús Bonilla, Miguel Ángel Montserrat Puig                                                             |

### 2007
| Parti     | Parti | Députés élus                                                                                                 |
| --------- | ----- | --- |
| PSCM-PSOE |       | José Luis Martínez Guijarro, Manuela Galiano López, Francisco López López, María Angustias Alcázar Escribano |
| PP-CLM    |       | María Jesús Bonilla, Benjamín Prieto Valencia, Marina Moya Moreno, José Manuel Tortosa Ruiz                  |

- Marina Moya (PP-CLM) est remplacée en avril 2008 par Vicente Giménez Garrido.
- María Jesús Bonilla (PP-CLM) est remplacée en avril 2008 par María Rosario Miranzo Díez.

### 2011
| Parti     | Parti | Députés élus |
| --------- | ----- | --- |
| PP-CLM    |       | María Ángeles García Romero, Benjamín Prieto Valencia, María Pilar Martínez Peñarrubia, José Manuel Tortosa Ruiz |
| PSCM-PSOE |       | José Luis Martínez Guijarro, Delfina Carrasco Sotos, Francisco López López, María del Carmen Rodrigo Morillas    |

- Benjamín Prieto (PP-CLM) est remplacé en juillet 2011 par Beatriz Jiménez Linuesa.
- Ángeles García (PP-CLM) est remplacé en décembre 2011 par Vicente Giménez Garrido.

### 2015
| Parti     | Parti | Députés élus                                                                        |
| --------- | ----- | ----------------------------------------------------------------------------------- |
| PP-CLM    |       | Benjamín Prieto Valencia, María Pilar Martínez Peñarrubia, José Manuel Tortosa Ruiz |
| PSCM-PSOE |       | José Luis Martínez Guijarro, Carmen Torralba Valiente                               |

- Benjamín Prieto (PP-CLM) est remplacé en août 2015 par María Roldán García.
- José Manuel Tortosa (PP-CLM) démissionne en mai 2019.
- Carmen Torralba (PSCM-PSOE) démissionne en mai 2019.

### 2019
| Parti     | Parti | Députés élus                                                                   |
| --------- | ----- | ------------------------------------------------------------------------------ |
| PSCM-PSOE |       | José Luis Martínez Guijarro, Joaquina Saiz Cebrián, Ángel Tomás Godoy Martínez |
| PP-CLM    |       | Benjamín Prieto Valencia, María Roldán García                                  |

### 2023
| Parti     | Parti | Députés élus                                                                  |
| --------- | ----- | ----------------------------------------------------------------------------- |
| PSCM-PSOE |       | José Luis Martínez Guijarro, Paloma Jiménez Gómez, Ángel Tomás Godoy Martínez |
| PP-CLM    |       | María Roldán García, José Antonio Martín-Buro Mañas                           |